# 范孝三
范传宗（1898年—1961年），字孝三，号寂斋主人。南浔人。母于品珍，父范世勋。妻陈定珍，育6子1女。师从方古彝，擅画花鸟走兽鱼虫，兼攻书法金石。先后任园通小学校长、泉漳小学校长、乾元乡中心小学校长、南浔毓秀小学校长、新开河小学教导主任，在贫民夜校教授国文和历史。1937年日中战争初期任南浔镇抗敌后援会负责人之一，与沈石其主持《南浔周报》。编绘《扇面画谱大观》（1925年大东南书局石印本）。喜听评弹。
他的画作现存《层峦叠翠》、《耕烟散人归牧》、《寒山雪霁》、《莲塘清趣》、《山水立轴》、《松下清斋》、《王维诗画》、《鸳湖老人》等，其它包括扇面、床棂饰画、绢画、墨水笔画若干。

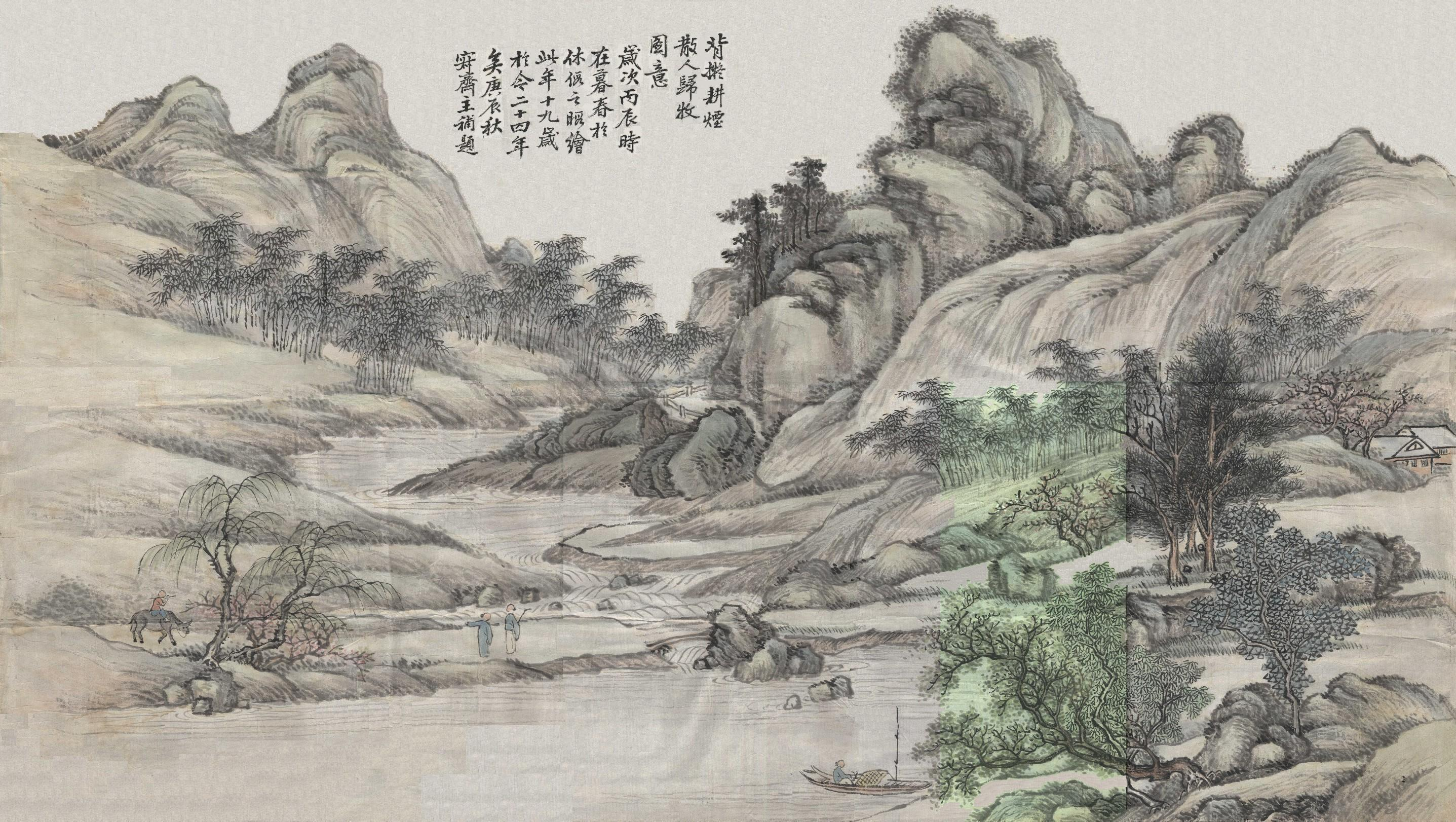
归牧
层峦叠翠
寒山雪霁
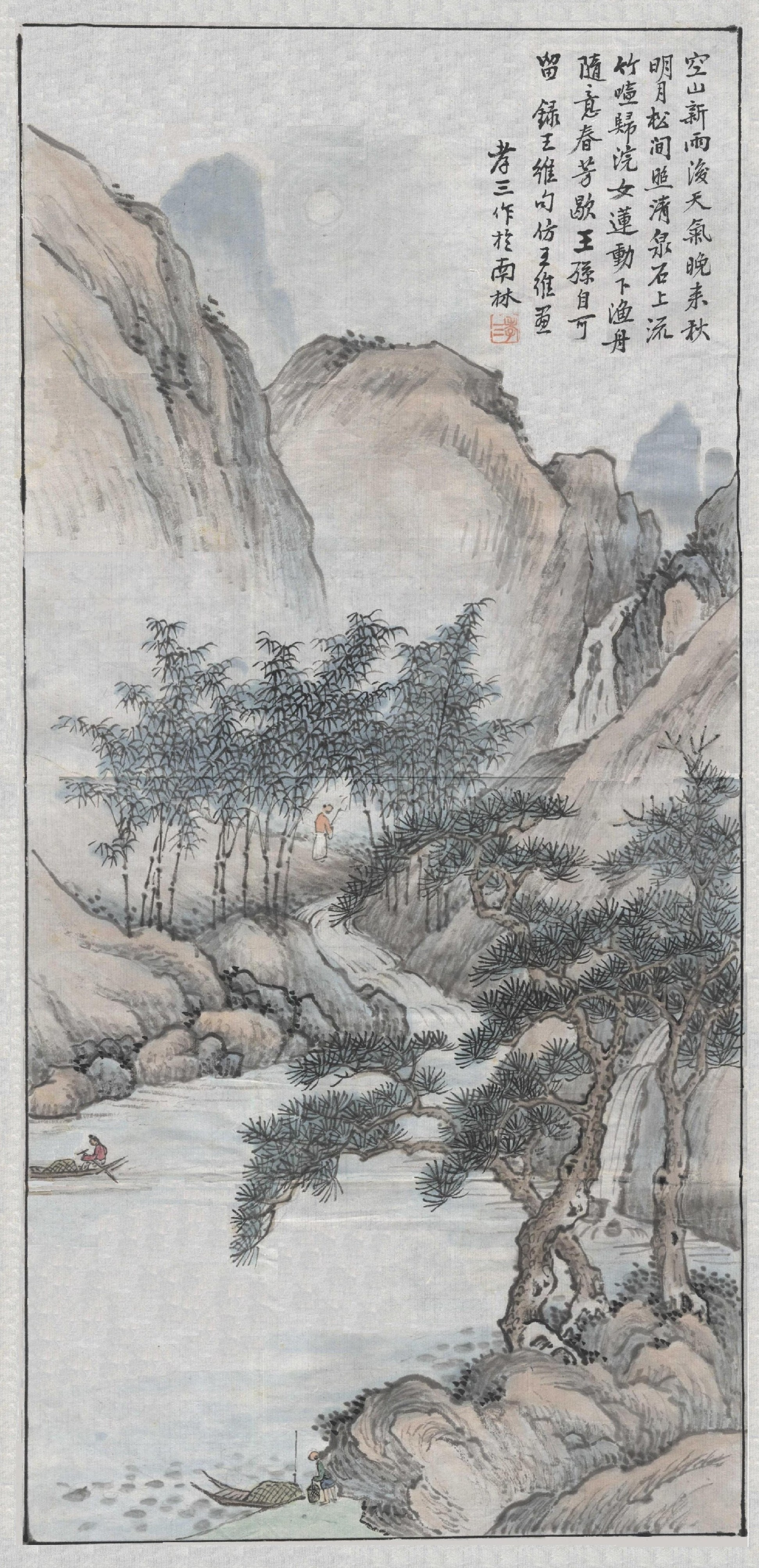
王维诗意画
莲塘清趣
鸳湖老人
松声泉韵
忆子祥老人